# Trimeresurus davidi
Trimeresurus davidi — вид отруйних змій родини гадюкових (Viperidae). Описаний у 2020 році.

## Назва
Вид названо на честь герпетолога Патрік Девіда, за його величезний внесок у систематику азійських гадюк і, зокрема, у фауну змій Нікобарських островів.

## Поширення
Ендемік острова Кар-Нікобар, найпівнічнішого з Нікобарських островів (Індія).

## Опис
Змія завдовжки 277—835 мм. Забарвлення зеленого кольору самці з білою надбрівною смугою, облямованою червонуватим відтінком зверху; є пара біло-червоних смуг уздовж боків хвоста як у самців, так і у самиць.